# Taze Kand (Szahin Deż)
Taze Kand – wieś w Iranie, w ostanie Azerbejdżan Zachodni, w szahrestanie Szahin Deż. W 2006 roku liczyła 25 mieszkańców.